# Nikolai Kochin
Nikolai Evgrafovich Kochin (em russo:  Николай Евграфович Кочин) (São Petersburgo, 19 de maio de 1901 — Moscou, 31 de dezembro de 1944) foi um matemático russo. Dedicou-se à matemática aplicada, com ênfase em mecânica dos fluidos e gases.

## Vida
Graduado em matemática pela Universidade de São Petersburgo, em 1923, onde lecionou matemática e mecânica, de 1924 a 1934.
Em 1928 passou um semestre em Göttingen, onde auxiliou George Gamov a resolver o problema da emissão alfa pelo Efeito túnel.
Foi professor de matemática e mecânica na Universidade Estatal de Moscou, desde 1934 até falecer. Foi diretor da seção de mecânica do Instituto de Mecânica da Academia de Ciências da Rússia, de 1939 a 1944.

## Obras
- (com I. A. Kibel e N. V. Roze) Theoretical hydromechanics. Traduzido da 5ª edição russa por D. Boyanovitch. Editeado por J. R. M. Radok. Nova Iorque : Interscience Publishers, 1965
- On the instability of von Karman vortex streets. Comptes Rendus de l Academie des Sciences de l URSS, 24:19-23, 1939

### Artigos
- Biography in Dictionary of Scientific Biography (New York 1970-1990).
- S M Belotserkovskii, The work of N E Kochin and some current problems of aerodynamics and hydrodynamics, N E Kochin and the development of mechanics, 'Nauka' (Moscow, 1984), 115-130.
- A A Dorodnitsyn, N E Kochin-principles and system of the scientist's work (Russian), N E Kochin and the development of mechanics, 'Nauka' (Moscow, 1984), 8-12.
- A Yu Ishlinskii, Nikolai Evgrafovich Kochin (Russian), N E Kochin and the development of mechanics, 'Nauka' (Moscow, 1984), 5-8.
- A Yu Ishlinskii, N E Kochin and theoretical mechanics, N E Kochin and the development of mechanics, 'Nauka' (Moscow, 1984), 169-174.
- S A Khristianovich, The works of N E Kochin (Russian), N E Kochin and the development of mechanics, 'Nauka' (Moscow, 1984), 13-19.
- Nikolai Evgrafovich Kochin (on the occasion of the ninetieth anniversary of his birth) (Russian), Prikl. Mat. Mekh. 55 (4) (1991), 533-534.

### Livros
- P Ya Polubarinova-Kochina, Life and Work of N Y Kochin (Leningrad, 1950).

### Obituário
- Nikolai Evgrafovich Kochin (Russian), Appl. Math. Mech. 9 (1945), 3-12.